# Kōzaki
Kōzaki (神崎町 Kōzaki-machi?) es un pueblo en la prefectura de Chiba, Japón, localizado en la parte centro-este de la isla de Honshū, en la región de Kantō. El 1 de marzo de 2021 tenía una población estimada de 5663 habitantes y una densidad de población de 285 personas por km².

## Geografía
Kōzaki se encuentra en el extremo norte de la prefectura de Chiba, unos 40 km al norte de la ciudad de Chiba y entre 60 y 70 km al noreste de Tokio. El río Tone al norte, lo separa de Inashiki y Kawachi en la prefectura de Ibaraki.

## Historia
Kōzaki fue históricamente parte de la provincia de Shimōsa hasta la formación de la prefectura de Chiba al comienzo del período Meiji (1868-1912). Las aldeas de Kōzaki y Yonezawa fueron fundadas el 1 de abril de 1889 dentro del distrito de Katori en la prefectura de Chiba. Kōzaki fue elevada al estatus de pueblo el 12 de marzo de 1890. El 5 de enero de 1955, los viejos Kōzaki y Yonezawa se fusionaron en la nueva y ampliada Kōzaki.

## Demografía
Según los datos del censo japonés, la población de Kōzaki ha disminuido en los últimos 20 años.
| Gráfica de evolución demográfica de Kōzaki entre 1940 y 2015 |
|                                                              |
| Oficina de Estadísticas de Japón                             |